# Girolamo Lusco
Girolamo Lusco (falecido em 1509) foi um prelado católico romano que serviu como bispo de Strongoli (1496–1509).

## Biografia
No dia 2 de dezembro de 1496, Girolamo Lusco foi nomeado pelo Papa Alexandre VI como Bispo de Strongoli. Serviu como Bispo de Strongoli até à sua morte em 1509.